# Steppenkäse
Steppenkäse ist ein fester Käse aus Kuhmilch.
Der Käse wird mit einem Stückgewicht von 500 Gramm hergestellt. Typisch für ihn sind seine strohgelbe Farbe und die geringe Gerstenkorn- bzw. Schlitzlochung. Sein Geschmack wird als aromatisch und leicht säuerlich-pikant beschrieben. Er wird in den Fettstufen 30 % und 45 % Fett i. Tr. angeboten.